# Celebochoerus cagayanensis
Celebochoerus cagayanensis és una espècie extinta de mamífer artiodàctil de la família dels súids que visqué al sud-est asiàtic durant el Plistocè mitjà. Se n'han trobat restes fòssils a les Filipines. Es diferencia del seu congènere C. heekereni, d'Indonèsia, pel fet de tenir bandes d'esmalt mesials i distals als ullals superiors. Els seus descobridors ho interpreten com un caràcter primitiu que indica que el gènere Celebochoerus hauria sorgit a les Filipines (o Taiwan) i d'allí hauria migrat a Indonèsia. El nom específic cagayanensis significa ‘del Cagayan’ i es refereix a la vall on en fou trobat l'holotip.